# Azyl dla bandyty
Azyl dla bandyty – spektakl Teatru Telewizji z cyklu Teatru Sensacji „Kobra” z 1978 roku w reż. Bogdana Augustyniaka.

## Fabuła
Inżynier Mirosz – laureat nagrody ministerialnej, po uroczystości jej wręczenia powraca do domu swoim samochodem. Dodatkowym uznaniem jego zawodowych dokonań jest propozycja wyjazdu na lukratywny kontrakt do Iraku. Jednak w drodze powrotnej, na stacji benzynowej Mirosz zostaje porwany przez uzbrojonego przestępcę, który dopiero co obrabował sklep jubilerski i podczas napadu zabił człowieka. Pod groźbą broni, inżynier zawozi go do swojego domu. Tam sterroryzowany wraz z żoną, przez kilka godzin bezskutecznie próbuje przeciwstawić się przestępcy, który oczekuje na wezwanego telefonicznie wspólnika. Podczas kolejnej, nieudolnej próby obezwładnienia bandyty, zjawia się jego wspólnik, który zabija napastnika i ucieka z kradzionym towarem.
Cała ta sytuacja zmusza Mirosza do przemyśleń – postanawia odrzucić propozycję lukratywnego wyjazdu i pozostać w kraju, poświęcając się życiu rodzinnemu i opiece nad chorym teściem.

## Obsada
- Stanisław Niwiński – inż. Mirosz
- Teresa Marczewska – Miroszowa
- Józef Nalberczak – napastnik
- Ewa Milde – gość Miroszów
- Andrzej Grąziewicz – gość Miroszów
- Jan Matyjaszkiewicz – sąsiad
- Tadeusz Pluciński – wspólnik bandyty
- Czesław Bogdański – pracownik stacji paliw
- Teodor Gendera – dyrektor

i inni.